# Il Messaggero
Il Messaggero (El Mensajero) es un periódico italiano con sede central en Roma. Fue fundado en 1878. Es propiedad de Caltagirone Editore, cuyo accionista mayoritario es Francesco Gaetano Caltagirone, a través de la compañía Il Messaggero SpA. Desde febrero de 2006 su director es Roberto Napoletano. Mantiene ediciones en las regiones del Lacio, Umbría, Marcas, Abruzzo y Molise.
Es el diario más popular en Roma y la zona central de Italia, aunque no tiene muchas ventas ni lectores en el resto de Italia.

## Difusión
| Año  | Ejemplares vendidos (millones) |
| ---- | ------------------------------ |
| 2006 | 224.518                        |
| 2005 | 230.697                        |
| 2004 | 235.856                        |
| 2003 | 245.692                        |
| 2002 | 250.375                        |
| 2001 | 283.469                        |
| 2000 | 283.967                        |
| 1999 | 285.609                        |
| 1998 | 272.823                        |
| 1997 | 262.553                        |
| 1996 | 253.248                        |